# Keri (Järva)
Keri is een plaats in de gemeente Järva in de provincie Järvamaa in het midden van Estland. De plaats heeft de status van dorp (Estisch: küla) en telde 3 inwoners in 2011. In 2021 had de plaats geen inwoners meer.
Keri behoorde vroeger bij de gemeente Koigi. De plaats ligt ten noordwesten van de hoofdplaats Koigi. In oktober 2017 ging de gemeente Koigi op in de fusiegemeente Järva.